# صحافة متكاملة
«الصحافة المتكاملة» هو المفهوم الجديد للصحافة الذي يتمثل في جمع المقالات التي تنشرها الصحافة الأجنبية المعنية بدولة معينة وترجمتها. وبفضل هذه الترجمات التي يتم جمعها من جميع أنحاء العالم والخاصة بدولة معينة، يعطي مفهوم «الصحافة المتكاملة» للقارئ إمكانية مراقبة بلاده من خلال عيون الصحافة الدولية، وبالتالي التهرب من أي محاولات تحد من حرية الصحافة.
وتتيح «الصحافة المتكاملة» للقارئ إمكانية الحصول على فكرة أوسع نطاقًا حول حدث معين من خلال دمج الآراء التي يعبر عنها الصحفيون من جميع أنحاء العالم، والخاضعة لسياسات الصحافة المختلفة. علاوةً على ذلك، يساهم هذا المفهوم في خلق رؤية أكثر حيادية من الأخبار ويعزز حرية الحصول على المعلومات الخاصة بالدولة التي يُجرى تحليلها.
في إيطاليا، تم أول إدراك لهذا المفهوم من خلال موقع ItaliaDallEstero.info، وفي الولايات المتحدة بواسطة موقع Watching America. ويتم تحديث كلا الموقعين بانتظام.
ويختلف مفهوم «الصحافة المتكاملة» عن «الصحافة الدولية»، نظرًا لأنه لا يصف ما يحدث حول العالم، بل ما يحدث في دولة معينة على وجه التحديد.

## وصلات خارجية
- ItaliaDallEstero.info
- Watching America